# Lucien Lupi
Lucien Lupi (Grassa (Alps Marítims), 14 de juliol, 1926 – París, 30 de maig, 2005), va ser un baríton i artista líric francès, amb una trajectòria centrada en la música de varietats.

## Biografia
Lucien Lupi va estar casat amb Dany Lupi, també artista lírica, i amb la qual va tenir un fill, el cantant Lauri Lupi. El 1965, va gravar un CD de famosos duets amb la soprano Mathé Altéry.
Lucien Lupi va morir a París, França, l'any 2005.